# Most Królowej Jadwigi w Poznaniu
Most Królowej Jadwigi w Poznaniu – most drogowy na rzece Warcie, w granicach administracyjnych miasta Poznania.

## Historia
Otwarty w 22 lipca 1952 jako Most Juliana Marchlewskiego. Znajdujące się na nim torowisko obsługiwało pierwszy, po zniszczeniach II wojny światowej w Poznaniu, tramwaj łączący lewo- i prawobrzeżną część miasta. Projektantem mostu był prof. Lucjan Ballenstaedt. Patronem mostu do początku lat 90. XX wieku był polski i radziecki działacz komunistyczny Julian Marchlewski. Obecnie patronką jest Królowa Jadwiga – w latach 1384–1399 król Polski z dynastii Andegawenów. W 1986 poddany gruntownemu remontowi (zakończonemu miesiąc przed terminem, w czerwcu). 
W 1984, skacząc z tego mostu, popełnił samobójstwo poeta Andrzej Babiński.

## Położenie i wymiary
Jest położony pomiędzy mostem Przemysła I a mostem św. Rocha. Łączy lewobrzeżne osiedla Stare Miasto i Wildę (ul. Królowej Jadwigi, dawny Plac Zjednoczenia) z prawobrzeżnym Rataje – ul. Bolesława Krzywoustego. Znajduje się w ciągu I ramy komunikacyjnej.
Most ma 185 metrów długości i 22 metry szerokości:
- 2 chodniki po 3 metry każdy,
- jezdnię (2 pasy w każdym kierunku) z wbudowanym torowiskiem tramwajowym o łącznej szerokości 16 metrów.

## Komunikacja
Most stanowi fragment dwutorowej trasy tramwajowej łączącej dworzec kolejowy i centrum miasta z osiedlami na Ratajach. Z przeprawy korzystają linie tramwajowe i autobusowe na zlecenie Zarządu Transportu Miejskiego.

## Most w literaturze
Ryszard Danecki napisał o moście wiersz zatytułowany Most Marchlewskiego (datowany na 22 lipca 1952). Socrealistyczny utwór opiewa budowę obiektu i jego budowniczych.

## Galeria

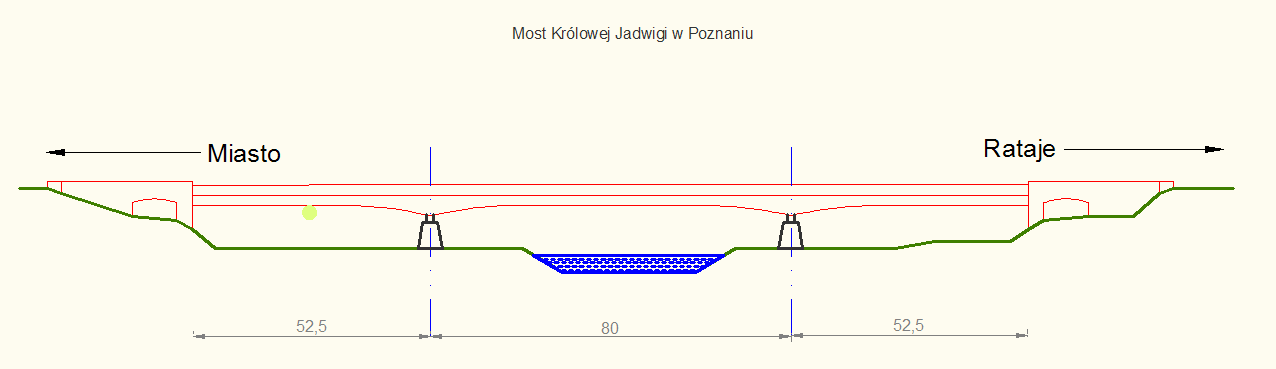
Rzut z boku
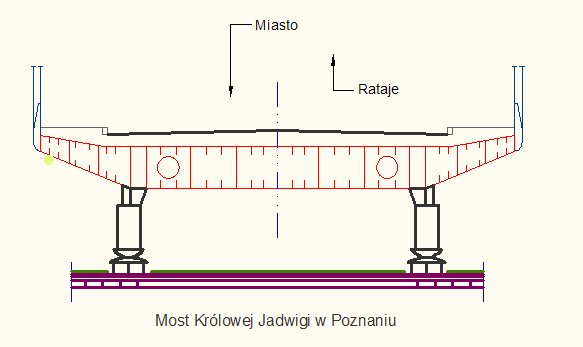
Przekrój
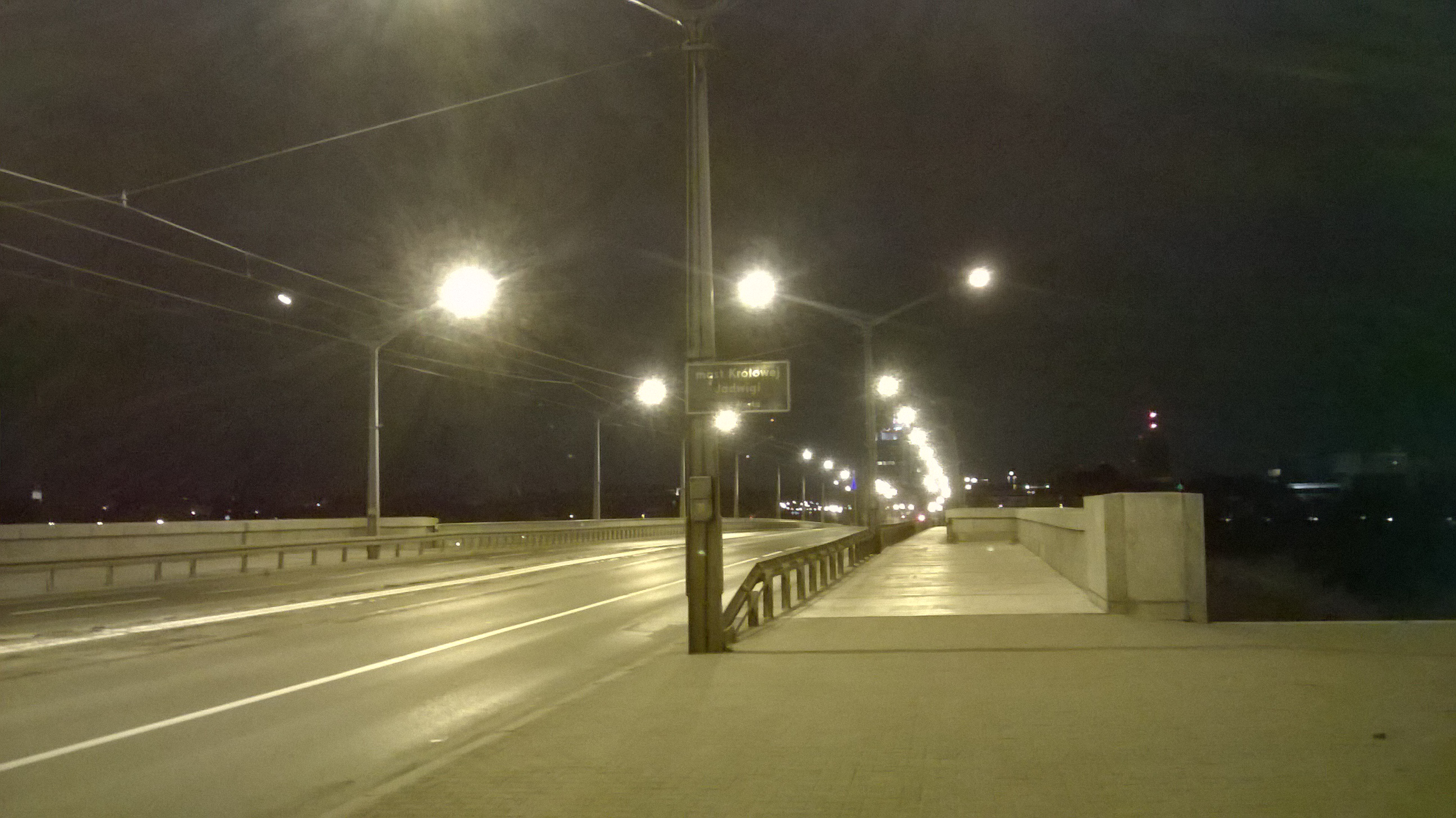
Widok od strony Świętego Rocha i Rataj